# Manuel Bento
Manuel Galrinho Bento (Golegã, 1948. június 25. – 2007. március 1., Barreiro) portugál válogatott labdarúgó.

## Fordítás
- Ez a szócikk részben vagy egészben  a   Manuel Bento című angol Wikipédia-szócikk fordításán alapul.  Az eredeti cikk szerkesztőit annak laptörténete sorolja fel. Ez a jelzés csupán a megfogalmazás eredetét és a szerzői jogokat jelzi, nem szolgál a cikkben szereplő információk forrásmegjelöléseként.